# Haakon Haakonsson Młody
Haakon Haakonsson Młody, norw. Håkon Håkonsson Unge (ur. ok. 1232 r., zm. 1257 r.) – syn i formalnie współrządca (koregent) króla Norwegii Haakona IV Starego w latach 1240–1257.
Był najstarszym legalnym synem króla norweskiego Haakona IV (dla odróżnienia ojca i syna noszących to samo imię nadano im przydomki Stary i Młody). W 1240 Haakon IV wyznaczył go (jeszcze jako chłopca) na swego następcę i (formalnie) współrządcę, co stanowiło wyraźny znak wprowadzenia do norweskich zasad dziedziczenia tronu wyższości synów pochodzących z legalnych związków (Haakon Młody miał starszego brata, pochodzącego jednak z nieślubnego związku ojca – co wcześniej nie stanowiło przeszkody w następstwie tronu). Gdy ojciec po 1248 r. doszedł do porozumienia z jarlem Szwecji Birgerem Magnussonem, Haakon Młody dla przypieczętowania tego związku ożenił się z najstarszą córką Birgera, Ryksą. 
Dwór ojca był ważnym ośrodkiem twórczości literackiej, przypuszcza się, że sam Haakon Młody przetłumaczył jedną z popularnych wówczas sag.
Haakon Młody zmarł jeszcze za życia ojca, w 1257 r.